# Нейрофіброматоз II типу
Нейрофіброматоз II типу (англ. Neurofibromatosis II type, NF2, нейрофіброматоз 2-й тип; також англ. MISME syndrome — multiple inherited schwannomas, meningiomas, and ependymomas) — аутосомно-домінантна спадкова хвороба, один з типів нейрофіброматозу. Характеризується утворенням численних доброякісних пухлин, переважно з шваннівських клітин (шванном), рідше менінгіом і епендіом, що локалізуються як в центральної нервової системи, так і у периферійних нервах. NF2 є офіційним міжнародним генетичним символом нейрофіброматозу цього типу

## Історія
У літературі нейрофіброматоз цього типу клінічно описав у 1822 році шотландський хірург Уішарт.

## Актуальність
Нейрофіброматоз цього типу спостерігають у 1 з 50 тисяч новонароджених.

## Етіологія

Локус NF2 на довгому плечі 22 хромосоми (22q12)

Достеменно невідома.

## Патогенез
Ген NF2 локалізується на довгому плечі 22 хромосоми (22q12) і кодує синтез супрессора пухлинного росту. Хворобу безпосередньо спричинюють мутації білка «Мерлін», що впливає на форму та рухливість клітин. При его ушкодженні внаслідок генетичної поломки синтез нормального «Мерліна» в клітині припиняється, динамічна рівновага регуляції росту зміщується в бік проліферації і виникає процес утворення доброякісних пухлин. На відміну від нейрофіброматозу 1-го тип виникнення злоякісних пухлин не відбувається.

## Клінічні ознаки
Найчастіше відбувається характерне утворення двобічних неврином (шванном) присінково-завиткових нервів. Другі за частотою пухлини — це шванноми інших черепних, спінальних абоі периферичних нервів. Значно рідше зустрічаються менінгіоми (інтракраніальні, включаючи менінгіоми зорових нервів, і спинальні), епіндімоми та гліоми. Взагалі, шванноми можуть утворюватися в будь-якій ділянці організму, де є нерви зі шваннівськими клітинами. Улюблена локалізація пухлин на VIII парі черепних нервів при цьому типі нейрофіброматозу до сьогодні залишається незрозумілою.
Найчастіше пацієнти звертаються до лікаря у зв'язку зі зниженням слуху або з появою шуму у вухах, які на початку захворювання носять однобічний характер. Частою помилкою при цьому є встановлення діагнозу «Неврит присінково-завиткового нерву», тому при таких скаргах слід провести додаткове променеве обстеження. Також у певної частки пацієнтів може з'явитися ще запаморочення і атаксія. У 20-30 % випадків у цих пацієнтів крім вестибулярних шванном виявляють менінгіоми, спинальні або периферичні пухлини. Нерідко захворювання маніфестує паралічем Белла — спонтанним ураженням лицевого нерву, що не піддається лікуванню і до виявлення справжньої причини його появи проходить кілька років. У деяких пацієнтів виникає поліомієлітоподібний синдром.
60-80 % хворих мають зорові порушення — катаракту, ретинобластоми, гамартоми, менінгіоми зорових нервів тощо.
Приблизно близько 70 % пацієнтів мають зміни на шкірі й ураження периферичних нервів.
Менінгіоми при нейрофіброматозі 2-го типу частіше розташовані супратенторіально і переважно на серпоподібних відростках у лобовій і тім'яній областях. Якоїсь закономірності у виникненні менінгіом певного типу немає. Також характерною є наявність спінальних менінгіом. Корелляції між певним гістологічним типом менінгіом і наявністю нейрофіброматозу цього типу не виявлено.
Досить часте поєднання цього типу нейрофіброматозу і менінгіом пояснюється наявністю генетичного дефекту в одній хромосомі. При спорадичних менінгіомах мутації в гені NF2 в 22 хромосомі зустрічаються в двох третинах випадків. Описані випадки змішаних пухлин, що складаються з клітин менінгіоми і шваноми. Як правило, ці пухлини локалізуються в області мосто-мозочкового кута. Так само нерідко виявляється менінгоангіоматоз. У 8% випадків менінгіоми є першими новоутвореннями перед виникненням невриноми VIII пари черепних нервів.
Епіндімоми і гліоми низького ступеня злоякісності при цьому типі нейрофіброматозу зустрічаються значно рідше, і локалізуються вони переважно в стовбурі мозку і верхніх шийних сегментах спинного мозку. Малігнізація цих пухлин відбувається рідко і, в більшості випадків, пов'язана з невиправданим проведенням рентгенівської променевої терапії.

## Діагностика
Клінічні діагностичні критерії нейрофіброматозу цього типу включають:
- абсолютні ознаки (NIH criteria):

- двобічні вестибулярні шванноми (невриноми присінково-завиткових нервів — VIII пари черепних нервів).
- сімейный анамнез + однобічна вестибулярна шваннома або будь-які дві ознаки з перерахованих — менінгіома, гліома, нейрофіброма, шваннома, задня субкапсулярна лентикулярна катаракта.

- ймовірні ознаки:

- однобічна вестибулярна шваннома + вік менше 30 років або будь-які 2 ознаки з перерахованих — менінгіома, гліома, нейрофіброма, шваннома, задня субкапсулярна лентикулярна катаракта.
- множинні менінгіоми (дві чи більше) + однобічна вестибулярна шваннома чи дві або більше з перерахованих пухлин (гліома, нейрофіброма, шваннома) чи катаракта.

Для додаткової діагностики застосовують різні методи.
Детальніші відомості з цієї теми ви можете знайти в статті Нейрофіброматоз.

## Лікування
Лікування таких хворих слід проводити із залученням різних спеціалістів, включаючи невролога, нейрохірурга, отоларінголога, окуліста, генетика. Найбільш необхідною є хірургічна допомога, яка включає різноманітні хірургічні втручання різного об'єму і локалізації.